# Inburgeringsexamen
Voor inburgering in Nederland zijn er twee soorten inburgeringsexamens:
- het examen dat in Nederland afgelegd moet worden. Taalniveau is A2. (Zie: inburgeringsplicht (Nederland))
- het inburgeringsexamen buitenland wordt afgelegd buiten Nederland. Taalniveau is A1

## Inburgeringsexamen
Het inburgeringsexamen bestaat sinds oktober 2017 uit de volgende onderdelen:
- participatieverklaring
- leesvaardigheid
- schrijfvaardigheid
- spreekvaardigheid
- luistervaardigheid
- kennis van de Nederlandse maatschappij (KNM)
- oriëntatie op de Nederlandse arbeidsmarkt (ONA)

## Inburgeringsexamen buitenland
Het inburgeringsexamen buitenland is een examen dat immigranten uit de meeste landen van buiten de EU af moeten leggen voordat zij in Nederland mogen blijven wonen. Het geldt met name voor mensen die zich in Nederland willen vestigen, bijvoorbeeld om er te trouwen of voor gezinshereniging. Immigranten-in-spe kunnen zich in Nederland tijdens een toeristisch verblijf voorbereiden op dit examen. 
Dit inburgeringsexamen is op 3 februari 2005 gepresenteerd door Rita Verdonk, de minister voor Vreemdelingenzaken en Integratie. De wet is ingegaan op 15 maart 2006. Het examen kan gedaan worden op de verschillende Nederlandse ambassades en kost €150.

## De België-route
Een onbekend aantal mensen ontwijkt dit inburgeringsexamen door eerst in een ander EU-land te gaan wonen (de België-route of EU-route genoemd).